# کیلیا (هاوایی)
کیلیا (به انگلیسی: Kealia) یک منطقهٔ مسکونی در ایالات متحده آمریکا است که در شهرستان کائوآئی، هاوایی واقع شده‌است. کیلیا ۴٫۸۸ متر بالاتر از سطح دریا واقع شده‌است.